# Paul Nowacki
Paul Emanuel Nowacki (* 24. September 1934 in Schneidemühl) ist ein deutscher Sportmediziner und Hochschullehrer.

## Leben
Nowacki floh 1945 mit seinen Eltern von Pommern nach Stendal. Dort besuchte er die Winckelmannschule und bestand dort 1952 das Abitur. Als Jugendlicher spielte er Handball und Fußball beim Verein Lok Stendal. Zudem war er Tischtennisspieler und wurde in den 1950er Jahren Mannschaftsvizemeister der Deutschen Demokratischen Republik. Im Raw Stendal war er zeitweise für die FDJ aktiv. Nowacki studierte in Rostock und Greifswald, 1957 flüchtete er in die Bundesrepublik und setzte sein Studium an der Freien Universität Berlin fort. Er absolvierte Weiterbildungen in Chirurgie, Innerer Medizin, Gynäkologie, Pathologie und Röntgenologie. Seine Doktorarbeit bei Emil Bücherl schloss er 1966 ab und ging dann nach Lübeck.
Dort war er an der 1. Medizinischen Klinik der Medizinischen Hochschule Lübeck sowie als Leiter des Medizinischen Forschungs- und Untersuchungszentrums an der Ruderakademie Ratzeburg tätig. Dort arbeitete er eng mit Rudertrainer Karl Adam zusammen. Nowacki war lange Arzt der bundesdeutschen Ruder- und Kanunationalmannschaft, unter anderem während der Olympischen Sommerspiele 1972. 1972 wurde er auf den Lehrstuhl für Sportmedizin an der Justus-Liebig-Universität Gießen berufen und trat am 1. April 1973 seinen Dienst an. Von 1974 bis 1984 war er darüber hinaus Arzt der bundesdeutschen Fußballnationalmannschaft. Nowacki sprach sich dagegen aus, Spitzensportlern leistungsfördernde Mittel zu verabreichen und vertrat damit schon in den 1970er Jahren eine andere Meinung als führende Sportmediziner in der Bundesrepublik. Er positionierte sich laut dem Gutachten „Joseph Keul: Wissenschaftskultur, Doping und Forschung zur pharmakologischen Leistungssteigerung“ gegen „eine Manipulationsmaßnahme, die nicht einmal verboten war und deren leistungssteigernde Wirkung sich durchaus hätte erweisen können“ und bildete damit unter den „in Westdeutschland exponiertetesten Wissenschaftlern“ eine Ausnahme. Seine Haltung teilte er auch dem damaligen NOK-Präsidenten Willi Daume im August 1976 in einem Brief mit. Die als „Kolbe-Spritze“ bekannt gewordene Injektion, die der Ruderer Peter-Michael Kolbe vor dem Endlauf im Einer bei den Olympischen Spielen 1976 erhielt, die keine seinerzeit verbotenen Stoffe enthielt, aber in der Bundesrepublik eine öffentliche Dopingdebatte auslöste, bezeichnete Nowacki als „medizinische Manipulation“ und „peripheres Doping“.
Ab Mitte der 1970er Jahre war er am Aufbau von sportmedizinischer Einrichtungen in mehreren Ländern, darunter Brasilien, China, Indonesien und Portugal, beteiligt. In Wettenberg war er zehn Jahre lang Gemeindevertreter für die CDU.
1994 war Nowacki Vizepräsident des 25. Weltkongresses für Sportmedizin in Athen, von 1994 bis 2002 vertrat er die Deutsche Gesellschaft für Sportmedizin und Prävention beim Weltverband für Sportmedizin (FIMS). 1998 wurde ihm das Goldene Ehrenzeichen, die höchste Auszeichnung der Deutschen Gesellschaft für Sportmedizin und Prävention verliehen. Ab 2001 war Nowacki Anti-Doping-Beauftragter des Deutschen Skiverbands (DSV) und geriet in die Schlagzeilen, als er nach der positiven Dopingprobe von Evi Sachenbacher-Stehle anders als DSV-Funktionäre Verständnis für die Sperre der Sportlerin geäußert und den damaligen Bundestrainer Jochen Behle kritisiert hatte. Daraufhin wurde Nowacki seitens des DSV aufgefordert, sich nicht mehr öffentlich zu dem Fall zu äußern. Nowacki verglich das Vorgehen des Verbandes daraufhin mit DDR-Methoden. Bis 2002 war er an der Uni Gießen Inhaber des Lehrstuhls für Sportmedizin. Noch bis 2006 hielt er aber Vorlesungen.
Auf Forschungsebene befasste er sich unter anderem mit der Leistungsdiagnostik, sportmedizinischen Aspekten des Frauensports, war an einer Langzeituntersuchung zur biologischen Entwicklung von Skilangläufern beteiligt, setzte sich mit Aspekten des Laktats sowie der der anaeroben Kapazität auseinander. Er befasste sich mit dem Höhentraining und arbeitete an der Einführung eines einheitlichen „Sportmedizinischen Untersuchungssystems für die Bundesrepublik Deutschland“ mit. Nowacki war Mitherausgeber des Buches „Doping. Klinik - Wirkstoffe - Methoden - Prävention“, welches 2010 veröffentlicht wurde.
2004 zeichnete die Stadt Gießen das Mitglied des Tennisclubs Rot-Weiß 1952 Gießen in Anerkennung seiner „langjährigen und besonderem Verdienste für den Sport in Gießen“ mit der Silbernen Ehrennadel aus. 2011 wurde Nowacki mit dem Bundesverdienstkreuz am Bande ausgezeichnet.